# Guillermo Viscarra
Guillermo Viscarra Bruckner (Santa Cruz de la Sierra, 7 de fevereiro de 1993) é um futebolista profissional boliviano que atua como goleiro, atualmente defende o Alianza Lima.

## Carreira
Guillermo Viscarra fez parte do elenco da Seleção Boliviana de Futebol da Copa América de 2016.